# Mycastor
Mycastor是蜆蝶亞科蛺蜆蝶族蛺蜆蝶亞族裡的一個屬，尚無正式中文學名命名。共有3個物種，分佈於新熱帶界。

## 物種
- Mycastor leucarpis
- Mycastor nealces
- Mycastor scurrilis

## 腳註
1. ↑  Tree of Life Web Project. 2007. Mycastor Callaghan 1983. Version 14 May 2007 (temporary). http://tolweb.org/Mycastor/105825/2007.05.14 （页面存档备份，存于） in The Tree of Life Web Project, http://tolweb.org/ （页面存档备份，存于） （英文）

## 外部連結
- Mycastor（页面存档备份，存于） - funet.fi